# Matteo Gianello
Matteo Gianello (ur. 7 maja 1976 w Bovolone) – włoski piłkarz występujący na pozycji bramkarza.

## Kariera klubowa
Zawodnik jest wychowankiem Chievo Werona. Przeżył również krótki epizod w Sampdorii, jednak szybko powrócił do Serie B. W Chievo spędził 5 kolejnych sezonów. Na zapleczu Serie A grał 69 razy. Puścił 95 bramek. Debiutował 24 marca 1993 w spotkaniu z Foggią.
W 2000 trafił do Sieny. Grał tu 55-krotnie. Po dwóch sezonach został wypożyczony: najpierw do Hellas Werona, a następnie do Lodigiani Roma.
W 2004 został piłkarzem SSC Napoli. Wtedy drużyna ta występowała jeszcze w Serie C1, jednak wkrótce awansowali do Serie B, a następnie do Serie A. W żadnym z sezonów Gianello nie był podstawowym bramkarzem przez cały ich okres. We włoskiej ekstraklasie debiutował 23 marca 2009. Napoli zremisowało wtedy bezbramkowo z Empoli FC.